# Yamada Nagamasa
Yamada Nagamasa (山田 長政, 1590 – 1630) foi um aventureiro japonês que ganhou influência considerável no Reino de Aiutaia no início do século XVII e tornou-se governador do Reino Nakhon Si Thammarat , que se localiza na Península da Malásia, onde hoje se encontra o sul da Tailândia.

## Contexto

### Assentamento japonês no sudeste asiático
De 1617 até sua morte em 1630, Yamada Nagamasa era o líder da vila japonesa conhecida como Ban Yipun na língua tailandesa. A vila situava-se na cidade de Aiutaia (a capital do Reino de Aiutaia). Ban Yipun era o lar de cerca de mil cidadãos japoneses e era liderada por um chefe japonês que era nomeado por autoridades de Aiutaia. Seus habitantes eram uma combinação de comerciantes, convertidos ao cristianismo que fugiram de seu país natal após a perseguição de Toyotomi Hideyoshi e Tokugawa Ieyasu, e Rōnins (ex-samurais desempregados) que estiveram no lado perdedor da Batalha de Sekigahara (1600) ou do Cerco de Osaka (1614–15):
Dos anos de Gen'na (1615–24) até os anos de Kan'ei (1624–44), os rōnins ou guerreiros que perderam seus senhores após as derrotas no Cerco de Osaka (1614-15)  ou na Batalha de Sekigahara (1600), bem como os cristão derrotados na Rebelião de Shimabara, foram se assentar em Sião aos montes.— Senrakoku Fudo-gunki, século XVII, citado por Uchida Ginzo
A comunidade cristã parece ter sido de centenas, como descrito pelo Padre António Francisco Cardim, que contou ter administrado um sacramento de cerca 400 cristãos japoneses em 1627 na cidade de Aiutaia.

### Economia
A colônia de Ban Yipun era ativa no comércio, particularmente na exportação de veados ao Japão em troca de prata e artesanato (espadas, caixas laçadas, papéis de alta qualidade). Os japoneses foram notificados pelos holandeses por desafiar o monopólio comercial da Companhia Holandesa das Índias Orientais (Vereenigde Oost-Indische Compagnie). A colônia também teve um papel importante no Reino de Aiutaia.

## Juventude
Yamada Nagamasa nasceu em Numazu, Shizuoka, em 1590. Fala-se que ele era um carregador de liteira para o senhor de Numazu. Ele passou a se envolver com as atividades comerciais japonesas com o sudeste asiático durante o período do Shuinsen e se assentou no Reino de Aiutaia (atual Tailândia) por volta de 1612.

## Carreira
Yamada Nagamasa é acusado de ter realizado uma atividade de corsário a partir de 1620, atacando e saqueando navios holandeses ao redor da Batavia, Índias Ocidentais Holandesas (atual Jacarta). As histórias de Yamada ter enterrado seu tesouro na costa leste da Austrália (e, em particular, na Ilha Magnetic de Townsville) persistem mas é muito improvável que Yamada teria se aventurado nessa área visto que não havia rotas comerciais na região e os únicos navios a aventurar-se na região eram os que se perdiam durante as tempestades de verão. Além disso, Yamada teria passado por milhares de ilhas no Estreito de Torres e no Mar de Coral e elas teriam fornecido um lugar seguro para qualquer tesouro e teriam evitado uma viagem longa para recuperar o tesouro no futuro.

## Envolvimento militar e senhorio

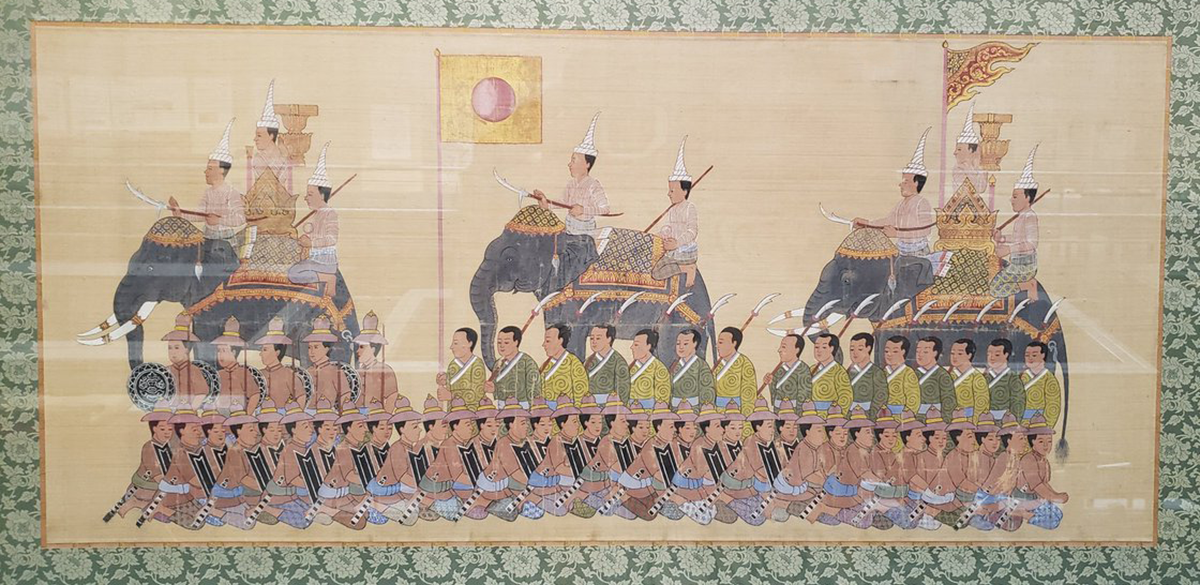
O exército de Yamada Nagamasa no Reino de Aiutaia

A colônia japonesa foi muito valorizada por sua experiência militar e foi organizada sob o controle do "Departamento de Voluntários Japoneses" (Krom Asa Yipun) pelo rei de Aiutaia.
No espaço de 15 anos, Yamada Nagamasa ascendeu da baixa nobreza tailandesa de Khun para senhor de Ok-ya, com seu título se tornando Ok-ya Senaphimuk (Thai : ออกญาเสนาภิมุข). Ele tornou-se o líder da colônia japonesa e nesta posição, apoiou as campanhas militares do Rei Songtham. Ele lutou com sucesso, e foi finalmente nomeado Ligor na península do sul em 1630, acompanhado por 300 samurais.

## Viagens entre Sião e Japão

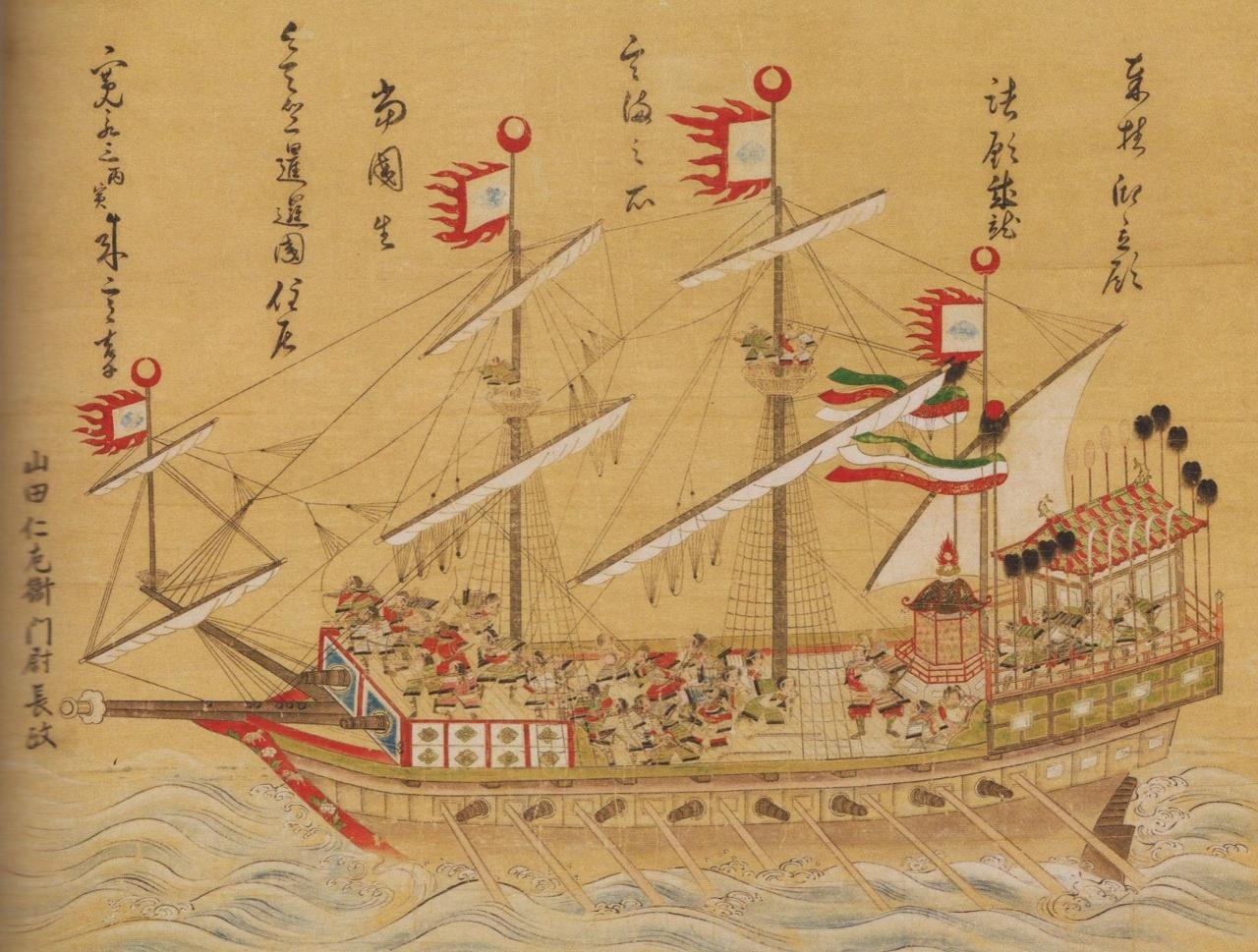
Navio de combate de Yamada Nagasama, pintura do século XVII

Após mais de 12 anos em Sião, Yamada Nagamasa foi para o Japão em 1624 a bordo de um de seus navios, onde ele vendeu uma carga de veados siameses em Nagasaki. Ele permaneceu no Japão por três anos, tentando obter uma permissão, mas finalmente partiu em 1627, com o simples status de um navio estrangeiro.
Em 1626, Nagamasa ofereceu uma pintura de um de seus navios de guerra para um templo de sua terra natal em Shizuoka. Essa pintura foi perdida em um incêndio, mas uma cópia permanece até os dias de hoje. Ele retrata um navio com equipamentos ocidentais, 18 canhões e marinheiros em trajes samurai. Ele retornou a Sião em 1627.
Em 1628, um de seus navios que transportavam arroz de Aiutaia para Malacca foi preso por um navio de guerra holandês que bloqueava a cidade. O navio foi liberado quando a identidade do proprietário foi revelada, visto que os holandeses sabiam que Yamada tinha grande respeito do Rei de Sião e que eles não desejavam entrar em um conflito diplomático. Yamada também  foi bem recebido pelos holandeses como um fornecedor de veados, e eles convidaram-no para fazer mais comércio com a Batávia.

## Morte
Em 1629, Yamada Nagamasa visitou o Japão com a delegação do Rei Songtham.
Ele logo viajou de volta para Sião, mas se envolveu em uma guerra de sucessão após a morte do Rei Songtham. Ele foi ferido em combate em 1630, e aparentemente envenenado devido ao ferimento, que o levou à morte.

## Fim das relações entre Sião e Japão
Após a morte de Yamada em 1630, o novo governante e rei usurpador de Sião Prasat Thong (1630-1655) enviou um exército de 4 mil soldados para destruir o assentamento japonês em Aiutaia, mas muitos japoneses conseguiram  fugir para o Império Quemer. Alguns anos depois em 1633, os retornados (entre 300 a 400 japoneses) da Indochina conseguiram restabelecer o assento japonês em Aiutaia.
A partir de 1634, o xogum informado desses problemas os quais ele percebia como ataques à sua autoridade, rejeitou emitir mais permissões para Sião.
Desejando renovar o comércio, no entanto, o Rei de Sião enviou um navio mercante e uma embaixada para o Japão em 1636, mas as embaixadas foram rejeitadas pelo Xogum, assim colocando um fim às relações diretas entre Japão e Sião. O Japão estava concomitantemente se fechando para o mundo na época, um período conhecido como sakoku. Os holandeses tomaram a lucrativa rota Sião-Japão desde então.

## Memorial
Yamada hoje jaz em sua terra natal na área de Otani. Os remanescentes dos japoneses de Aiutaia ainda são visíveis aos visitantes, com estátuas de Yamada em uniforme militar siamês.

## Filmes sobre a vida de Yamada
- The Gaijin (山田長政 王者の剣) - 1959
- Yamada: The Samurai of Ayothaya - 2011